# カイデ・ゴードン
カイデ・ゴードン（Kaide Gordon, 2004年10月5日 - ）は、イングランド・ダービーシャー州ダービー出身のサッカー選手。ポーツマスFC所属。ポジションはFW。

## クラブ経歴
9歳の時に地元のダービー・カウンティFCのユースアカデミーに入所。2019-20シーズンに飛び級でU-18ユースチームに昇格。2020-21シーズンに同ユースリーグで5試合2ゴールを決めたところで、2020年12月に16歳でトップチームに昇格。30日のバーミンガム・シティFC戦の試合終盤に起用され、プロデビュー。
2021年2月1日、リヴァプールFCへの移籍が発表。加入後U-18ユースチームに配属され、同ユースリーグで8試合出場で4試合連続ゴールを含む6ゴールを決めたところで、一気にU-23チーム (プレミアリーグ2)に昇格。昇格後の初試合でもゴールを決めた。
2021-22シーズンもU-23リーグで2ゴールを決めたところで、2021年9月にトップチームに昇格。21日のEFLカップのノリッジ・シティFC戦で先発で起用され、トップチームデビュー。試合も3-0で勝利。2022年1月16日のブレントフォードFC戦では、試合終盤に起用され、プレミアリーグデビュー。20日のEFLカップ準決勝2ndレグのアーセナルFC戦でも先発で起用され、2-0の勝利に貢献した。
2024年8月31日、ノリッジ・シティFCにレンタル移籍した。

## 代表経歴
プロデビュー前の2019年から、各ユース世代のイングランド代表に招集されている。

## 人物
- 兄のケラン・ゴードンもサッカー選手。
- 2021年2月にリヴァプールFCへの移籍が決まった際、当時ダービー・カウンティFCの監督を務めていたウェイン・ルーニーは、以前からゴードンの流出を懸念していたという[8]。

## 個人成績
| クラブ               | シーズン | リーグ             | リーグ戦 | リーグ戦 | カップ戦 | カップ戦 | リーグ杯 | リーグ杯 | 国際大会 | 国際大会 | その他 | その他 | 合計 | 合計 |
| クラブ               | シーズン | リーグ             | 出場     | 得点     | 出場     | 得点     | 出場     | 得点     | 出場     | 得点     | 出場   | 得点   | 出場 | 得点 |
| -------------------- | -------- | ------------------ | -------- | -------- | -------- | -------- | -------- | -------- | -------- | -------- | ------ | ------ | ---- | ---- |
| ダービー・カウンティ | 2020-21  | チャンピオンシップ | 1        | 0        | 0        | 0        | 0        | 0        | -        | -        | 0      | 0      | 1    | 0    |
| ダービー・カウンティ | 通算     | 通算               | 1        | 0        | 0        | 0        | 0        | 0        | -        | -        | 0      | 0      | 1    | 0    |
| リヴァプール         | 2021-22  | プレミアリーグ     | 1        | 0        | 1        | 1        | 2        | 0        | 0        | 0        | 0      | 0      | 4    | 1    |
| リヴァプール         | 通算     | 通算               | 1        | 0        | 1        | 1        | 2        | 0        | 0        | 0        | 0      | 0      | 4    | 1    |
| 総通算               | 総通算   | 総通算             | 2        | 0        | 1        | 1        | 2        | 0        | 0        | 0        | 0      | 0      | 5    | 1    |